# Храм Воскресения Христова (Иваново-Языковка)
Храм Воскресения Христова — православный храм в селе Иваново-Языковка Аткарского района Саратовской области. Храм освящён в честь Воскресения Христова и является объектом культурного наследия регионального значения.

## История храма
В конце XVII — начале XVIII веков согласно архивным документам было основано барином Языковым село Языковка. Именно он длительное время владел селом, а затем хозяином стал помещик Аблязов, который имел здесь огромную усадьбу. Сам населённый пункт расположился с запада на восток на правом берегу реки Идолга. В начале XIX века село перешло во владение помещика Карпова.
Тщанием Алексея Карпова в 1830 году началось строительство церкви. В ближайших оврагах брали природный материал для возведения фундамента под храм, в Орлином лесу пилили лес. В постройке церкви участвовали все жители села, в том числе дети и женщины. В 1833 году строительство было завершено. Совершён чин освящения в честь праздника Воскресения Христова. Отец Арсений стал первым священником прихода.
В 1845 году при храме была открыта церковно-приходская школа. Здесь работали учителями священники Молчанов и Зубатов, дьячок Абрам Копьев.
В 1930 году при советской власти храм был закрыт и пустовал около 80 лет. В советские годы в здании размещались кинозал, а позже зерносклад.

## Храм сегодня
В 2005 году по инициативе местного населения началось восстановление храма. 16 апреля 2010 года в селе Иваново-Языковка Аткарского района на церковь были вновь установлены купол и крест. 20 апреля 2012 года Митрополитом Саратовским и Вольским Лонгином был совершён чин освящения храма.
В настоящее время церковь действует, при ней работает воскресная школа и приходская библиотека. В дни празднования Великой Пасхи в храме приход организует крестный ход и праздничные службы.